# Lingua sotho del sud
La lingua sotho del sud, detta anche sotho meridionale, sesotho o soltanto sotho, è una lingua sotho-tswana parlata in Sudafrica, Lesotho e Zimbabwe. Al 2022, è parlata da 13,5 milioni di parlanti totali.

## Distribuzione geografica
Secondo i dati del censimento sudafricano del 2011, i locutori L1 erano 3.849.563, pari al 7,6% della popolazione, stanziati principalmente nelle province di Free State, dove è parlato dal 64,2% degli abitanti, e del Gauteng.
In Lesotho i locutori sono 1.770.000. L'uso della lingua è attestato anche in Botswana e eSwatini. Complessivamente, si stima che sia parlata da circa 6 milioni di persone.

### Lingua ufficiale
Il sotho del sud è una delle undici lingue ufficiali del Sudafrica e una delle due lingue ufficiali del Lesotho.

## Classificazione
La lingua fa parte del sottogruppo sotho delle lingue bantu; ha molte somiglianze con le altre lingue del gruppo sotho, come lo tswana e il sotho del nord. 
Secondo Ethnologue, la classificazione della lingua sotho del sud è la seguente:
- Lingue niger-kordofaniane
  - Lingue congo-atlantiche
    - Lingue volta-congo
      - Lingue benue-congo
        - Lingue bantoidi
          - Lingue bantoidi meridionali
            - Lingue bantu
              - Lingue bantu centrali
                - Lingue bantu S
                  - Lingue sotho-tswana
                    - Lingua sotho del sud

## Fonologia
Come le altre lingue bantu, il sesotho è una lingua tonale. 

## Grammatica
Il sotho del sud usa un sistema di concordanza dei prefissi e, come tutte le lingue bantu, usa classi di sostantivi. Per esempio:
Ogni prefisso ba in questa frase è usato in concordanza con il nome bana (bambini) e ogni prefisso ea è usato in concordanza con il nome metsoalle (amici). Il prefisso di un nome indica qual è la classe di sostantivi. La classe 2 di sostantivi prende ba come prefisso, quindi bana è nella classe 2. Ci sono 17 classi in sesotho.

## Sistema di scrittura
Per la scrittura si usa l'alfabeto latino.